# 국도 제33호선
국도 제33호선(고성 ~ 구미선, 國道第三十三號 固城龜尾線)은 경상남도 고성군 고성읍 신월 나들목에서 경상북도 구미시 도개면 도개 교차로를 연결하는 대한민국의 일반 국도이다.

## 연혁
- 1981년 3월 14일 : 국도 제33호선 고성 ~ 선산선 신설[1]
- 1981년 5월 8일 : 국도로 승격된 고령군 쌍림면 합가동 ~ 선산군 선산읍 생곡동 92km 구간 개통[2]
- 1981년 5월 12일 : 국도로 승격된 고성군 고성읍 송학동 ~ 합천군 율곡면 와리 110.745km 구간 개통[3]
- 1981년 5월 30일 : 대통령령 제10247호 일반국도노선지정령 개정에 따라 신설된 172km 구간으로 도로구역 결정[4]
- 1996년 1월 12일 : 약목 ~ 구미시계간 도로(칠곡군 북삼면 율리 ~ 인평리) 900m 구간 확장 개통[5]
- 1996년 7월 1일 : 종점을 '경상북도 선산군 선산읍'에서 '경상북도 구미시 선산읍'으로 변경함. 이에 따라 '고성 ~ 구미선'이 됨.[6]
- 1998년 5월 8일 : 칠곡군 약목면 관호리 ~ 기산면 영리 3.2km 구간 확장 개통, 기존 2.1km 구간 폐지[7]
- 1999년 7월 20일 : 대양우회도로(합천군 대양면 덕정리 ~ 대목리) 2.04km 구간 개통, 기존 1.72km 구간 폐지[8]
- 1999년 9월 3일 : 대의우회도로(의령군 대의면 추산리 ~ 마쌍리) 2.4km 구간 개통[9]
- 1999년 12월 21일 : 쌍백우회도로(합천군 쌍백면 평구리 ~ 하신리) 1.74km 구간 개통, 기존 1.02km 구간 폐지[10]
- 2003년 11월 22일 : 고성우회도로 (고성군 고성읍 신월리 ~ 교사리) 구간 4.56km 확장 개통[11][12]
- 2003년 12월 31일 : 고성 ~ 자은간 도로(고성군 고성읍 교사리 ~ 상리면 무선리) 구간 8.47km 확장 개통[13] 및 기존 고성군 고성읍 이당리 1.02km 구간 폐지[14]
- 2004년 1월 1일 : 관호 교차로의 관호대교(칠곡군 약목면 관호리 ~ 무림리) 3.0km 구간 개통, 왜관 ~ 구미간 도로(칠곡군 약목면 관호리 ~ 구미시 임은동) 7.8km 구간 확장 개통[15]
- 2004년 11월 19일 : 합천우회도로, 합천 ~ 쌍림간 도로 일부(합천군 대양면 정양리 ~ 율곡면 율진리) 5.5km 구간 확장 개통[16], 기존 합천군 대양면 정양리 ~ 합천읍 금양리 4.1km 구간 폐지[17]
- 2004년 12월 28일 : 자은 ~ 상리간 도로(고성군 상리면 무선리 ~ 사천시 정동면 학촌리) 8.0km 구간 확장 개통[18], 기존 고성군 상리면 신촌리 270m 구간 폐지[19][20]
- 2005년 7월 1일 : 산호대교 진입 램프 구간 개통[21]
- 2005년 11월 9일 : 진주시 집현면 봉강리 ~ 평거동 9.64km 구간을 자동차 전용도로로 지정[22]
- 2005년 12월 27일 : 사천우회도로(사천시 정동면 풍정리 ~ 축동면 배춘리) 6.21km 구간 확장 개통[23], 기존 사천시 정동면 풍정리 ~ 사천읍 수석리 3.18km 구간 폐지[24]
- 2006년 12월 19일 : 진주 ~ 집현간 도로(진주시 장재동 ~ 집현면 정수리) 10.2km 구간 확장 개통[25], 기존 13.2km 구간 폐지[26]
- 2006년 12월 26일 : 합천 ~ 쌍림간 도로(합천군 율곡면 와리 ~ 고령군 쌍림면 합가리) 5.4km 구간 확장 개통[27], 기존 6.6km 구간 폐지[28]
- 2007년 9월 21일 : 성주 ~ 왜관간 도로(성주군 성주읍 삼산리 ~ 칠곡군 기산면 영리) 10.98km 구간 확장 개통[29], 기존 구간 폐지[30]
- 2008년 2월 4일 : 쌍백 ~ 합천간 도로(합천군 대양면 대목리 ~ 정양리) 3.74km 구간 확장 개통[31], 기존 구간 폐지[32]
- 2008년 9월 10일 : 합천 ~ 쌍림간 도로(합천군 율곡면 율진리 ~ 와리) 2.6km 구간 확장 개통[33], 기존 2.7km 구간 폐지[34]
- 2008년 12월 30일 : 상리 ~ 사천간 도로(사천시 정동면 학촌리 ~ 대곡리) 5.0km 구간 확장 개통[35], 기존 구간 폐지[36]
- 2009년 6월 9일 : 상리 ~ 사천간 도로(사천시 정동면 학촌리 ~ 풍정리) 5.8km 구간 확장 개통[37], 기존 5.68km 구간 폐지[38]
- 2009년 9월 25일 : 합천 ~ 쌍림간 도로(고령군 쌍림면 합가리 ~ 매촌리) 2.84km 구간 확장 개통[39], 기존 2.9km 구간 폐지[40]
- 2009년 12월 10일 : 선산 ~ 도개간 도로(구미시 선산읍 교리 ~ 도개면 신림리) 4.641km 구간 확장 개통[41], 기존 2.4km 구간 폐지[42]
- 2009년 12월 30일 : 집현 ~ 생비량간 도로(진주시 집현면 정수리 ~ 산청군 생비량면 가계리) 7.82km 구간 확장 개통[43], 기존 8.48km 구간 폐지[44]
- 2009년 12월 31일 : 쌍백 ~ 합천간 도로 1공구(합천군 쌍백면 장전리 ~ 대양면 덕정리) 8.6km 구간 확장 개통[45], 기존 구간 폐지[46]
- 2012년 2월 29일 : 진주시 국도대체우회도로의 유곡 ~ 정촌간 도로(진주시 내동면 독산리 ~ 정촌면 화개리) 3.4km 구간 확장 개통[47]
- 2012년 6월 29일 : 진주시 국도대체우회도로의 유곡 ~ 정촌간 도로(진주시 이현동 ~ 내동면 독산리) 3.3km 구간 확장 개통[48]
- 2015년 2월 10일 : 진주시 국도대체우회도로의 집현 ~ 유곡간 도로(진주시 이현동 ~ 집현면 냉정리) 8.65km 구간 확장 개통[49]
- 2015년 9월 21일 : 생비량 ~ 쌍백간 도로(의령군 대의면 마쌍리 ~ 합천군 쌍백면 평구리) 7.8km 구간 확장 개통, 기존 6.6km 구간 폐지[50]
- 2015년 11월 20일 : 생비량 ~ 쌍백간 도로(의령군 대의면 마쌍리 ~ 합천군 삼가면 어전리) 1.0km 구간 확장 개통[51]
- 2015년 12월 22일 : 고령 ~ 성주간 도로 1공구(고령군 고령읍 쾌빈리 ~ 성주군 수륜면 계정리) 10.64km 구간 확장 개통, 기존 고령군 운수면 월산리 140m 구간 폐지[52], 기존(고령군 대가야읍 쾌빈리 ~ 수륜면 계정리) 8.3km 구간 폐지[53]
- 2016년 3월 15일 : 진주시 국도대체우회도로의 완공으로 기존 진주시내(진주시 정촌면 화개리 ~ 집현면 냉정리) 16.68km 구간 폐지[54]
- 2016년 4월 8일 : 진주시 국도대체우회도로 개통으로 진주시 시내 구간을 해제하고 국도대체우회도로 구간으로 노선 변경[55]
- 2016년 8월 9일 : 구미시 구포동 ~ 구평동 6.77km 구간을 자동차 전용도로로 지정[56], 구미시 구평동 ~ 칠곡군 약목면 덕산리 7.41km 구간을 자동차 전용도로로 지정[57], 구미시 거의동 ~ 고아읍 송림리 8.57km 구간을 자동차 전용도로로 지정[58], 구미시 고아읍 송림리 ~ 선산읍 완전리 11.2km 구간을 자동차 전용도로로 지정[59]
- 2016년 11월 23일 : 구미시 국도대체우회도로 구포 ~ 덕산 구간 중 일부(칠곡군 석적읍 포남리 ~ 북삼읍 오평리) 1.78km 구간을 주민 편의를 위해 임시 개통[60]
- 2016년 12월 29일 : 고령 ~ 성주간 도로 2공구, 3공구(성주군 수륜면 계정리 ~ 성주읍 대흥리) 21.05km 구간 확장 개통, 기존 성주군 수륜면 계정리 ~ 신정리 6.1km 구간 폐지[61]
- 2017년 9월 28일 : 쌍림 ~ 고령간 도로(고령군 쌍림면 안림리 ~ 대가야읍 고아리) 2.2km 구간 확장 개통[62] 및 기존 고령군 쌍림면 귀원리 ~ 대가야읍 헌문리 9.0km 구간 폐지[63]
- 2019년 12월 27일 : 쌍림 ~ 고령간 도로(고령군 쌍림면 안림리 ~ 귀원리) 2.2km 구간 확장 개통[64]
- 2020년 1월 17일 : 구미시 국도대체우회도로 구포 ~ 덕산간 도로 2공구(구미시 구평동 ~ 칠곡군 약목면 덕산리) 7.41km 구간 신설 개통[65][66]
- 2020년 3월 9일 : 구미시 국도대체우회도로 구포 ~ 덕산간 도로 개통으로 인해 기존 칠곡군 북삼읍 오평리 덕산교차로 ~ 구미시 오태동 경계 2.8km 구간 폐지[67]
- 2020년 3월 17일 : 도로 노선 변경 고시를 통해 총 연장을 227.2km에서 211.3km로 단축[68]
- 2020년 6월 30일 : 구미시 국도대체우회도로 구포 ~ 덕산간 도로 1공구(구미시 거의동 ~ 구평동) 6.95km 구간 신설 개통[69]
- 2021년 6월 30일 :  구미시 국도대체우회도로 구포 ~ 생곡간 도로 1공구(구미시 거의동 ~ 고아읍 송림리) 9.7km 구간 신설 개통[70]
- 2021년 12월 17일 : 구미시 국도대체우회도로 구포 ~ 생곡간 도로 2공구(구미시 고아읍 송림리 ~ 선산읍 이문리) 11.86km 구간 신설 개통[71]
- 2021년 12월 29일 : 구미시 국도대체우회도로 구포 ~ 생곡간 도로 개통으로 인해 기존 구미시 고아읍 문성리 ~ 선산읍 동부리 11.7km 구간 폐지[72]

## 주요 경유지
경상남도
- 고성군 (고성읍 · 상리면) - 사천시 (정동면 · 사천읍 · 축동면) - 진주시 (정촌면 · 내동면 · 평거동 · 이현동 · 유곡동 · 집현면 · 미천면) - 산청군 (생비량면) - 의령군 (대의면) - 합천군 (삼가면 · 쌍백면 · 대양면 · 합천읍 · 율곡면)

경상북도
- 고령군 (쌍림면 · 대가야읍 · 운수면) - 성주군 (수륜면 · 대가면 · 성주읍 · 월항면) - 칠곡군 (기산면 · 약목면 · 북삼읍) - 구미시 (오태동 · 공단동 · 비산동 · 신평동 · 원평동 · 지산동 · 고아읍 · 선산읍)

## 노선
- (■): 자동차 전용도로 구간

### 경상남도

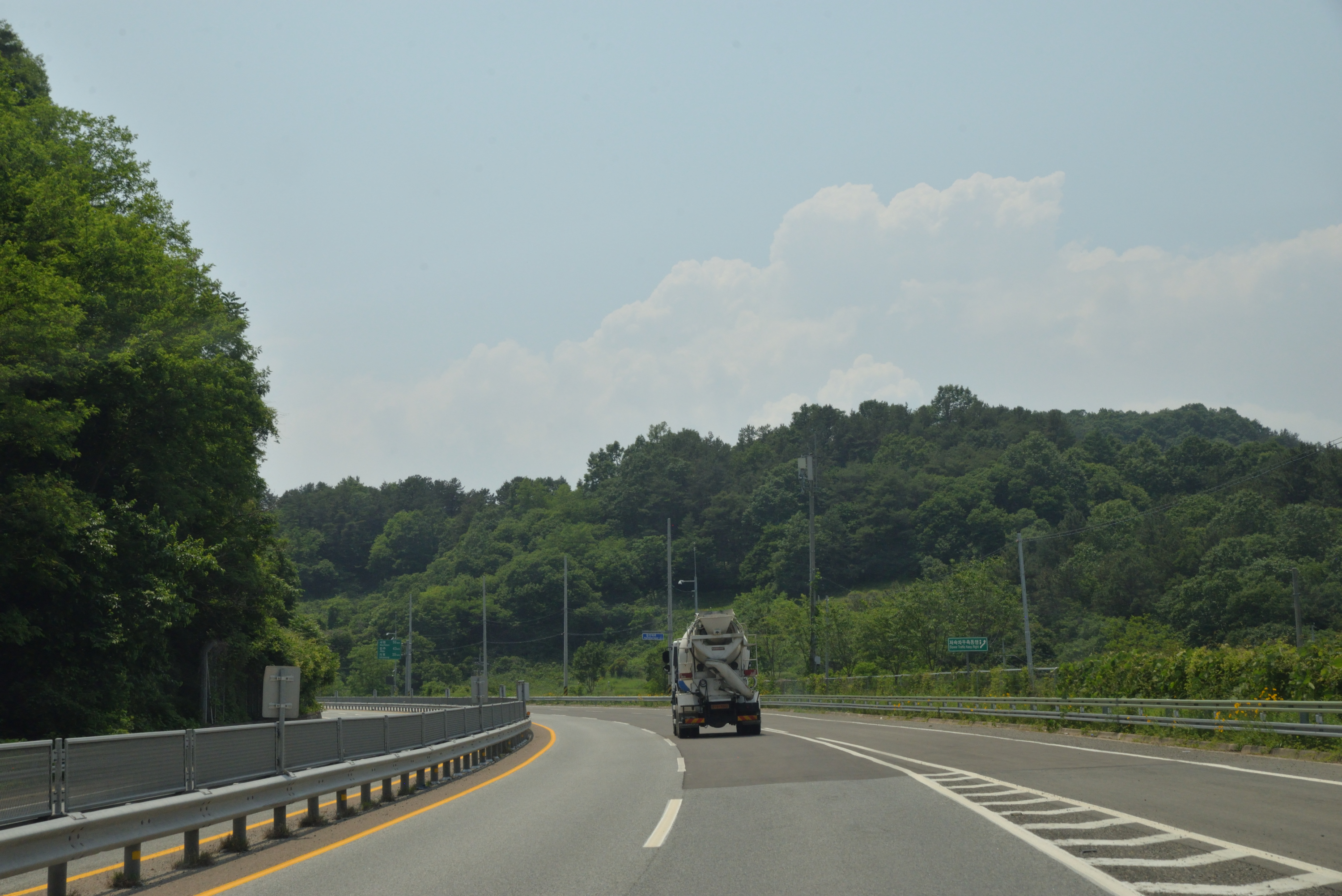
합천군 대양면 도리 함지교차로와 오르막차로 시점

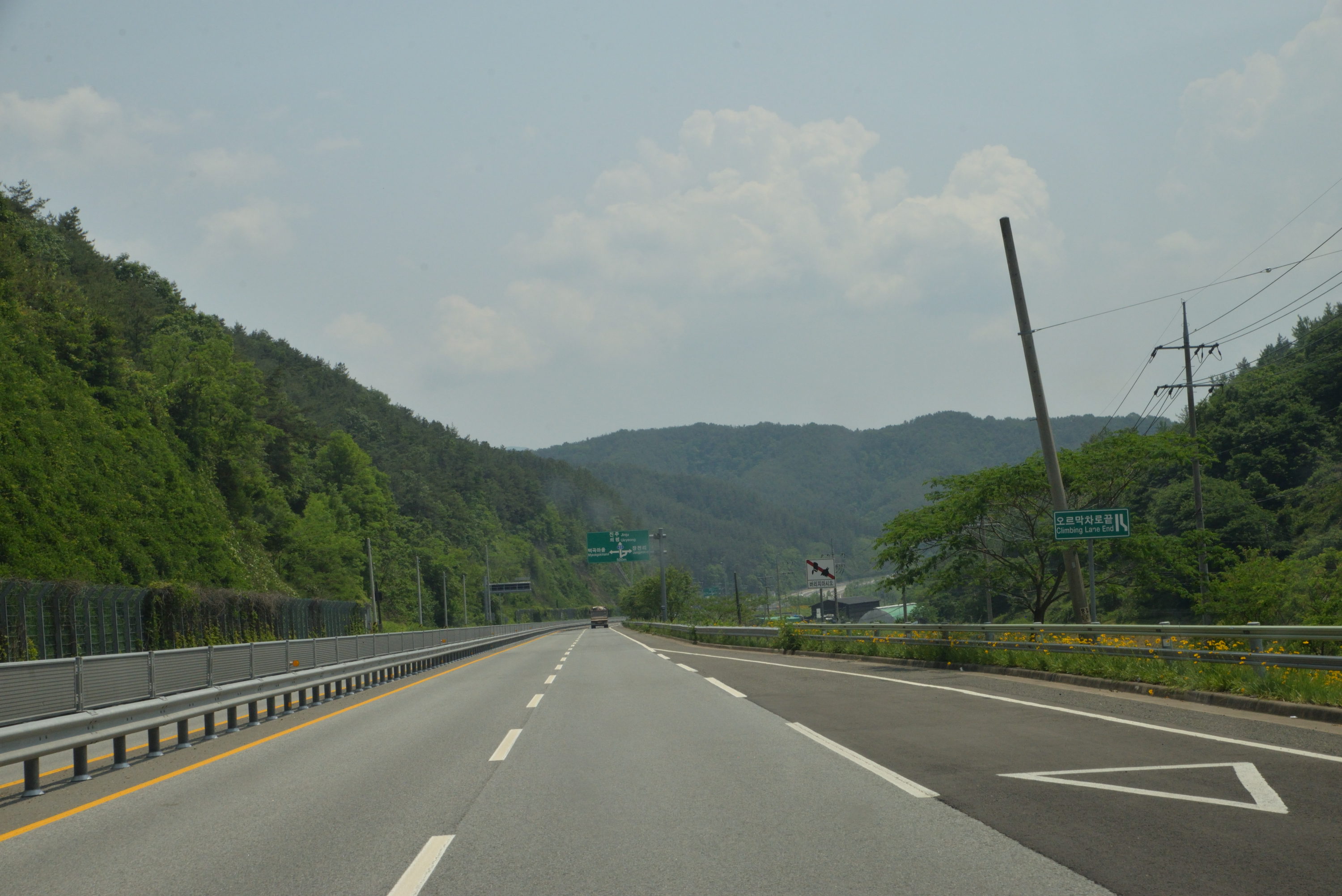
합천군 쌍책면 장전리 아등교차로와 오르막차로 종점

| 이름                              | 접속 노선                                        | 소재지                                                 | 소재지                                                                   | 비고                                                         |
| --------------------------------- | ------------------------------------------------ | ------------------------------------------------------ | ------------------------------------------------------------------------ | ------------------------------------------------------------ |
| 신월 나들목                       | 국도 제14호선 지방도 제1018호선 (남해안대로)     | 고성군                                                 | 고성읍                                                                   | 기점                                                         |
| 신월교 수남1교                    |                                                  | 고성군                                                 | 고성읍                                                                   |                                                              |
| 만림 나들목 (수남2교)             | 남포로79번길                                     | 고성군                                                 | 고성읍                                                                   |                                                              |
| 교사1교 교사2교                   |                                                  | 고성군                                                 | 고성읍                                                                   |                                                              |
| (교사리)                          | 송학고분로                                       | 고성군                                                 | 고성읍                                                                   |                                                              |
| (면전)                            | 이당1길 이당2길                                  | 고성군                                                 | 고성읍                                                                   |                                                              |
| (황불암)                          | 이당4길                                          | 고성군                                                 | 고성읍                                                                   |                                                              |
| (우실)                            | 이당5길 이당6길                                  | 고성군                                                 | 고성읍                                                                   |                                                              |
| 이리교                            |                                                  | 고성군                                                 | 고성읍                                                                   |                                                              |
| (부포)                            | 부포2길                                          | 고성군                                                 | 상리면                                                                   |                                                              |
| 부포사거리                        | 지방도 제1016호선 (부포로) 장치로                | 고성군                                                 | 상리면                                                                   | 지방도 제1016호선과 중복                                     |
| 상리교                            |                                                  | 고성군                                                 | 상리면                                                                   | 지방도 제1016호선과 중복                                     |
| (무선리)                          | 무선2길                                          | 고성군                                                 | 상리면                                                                   | 지방도 제1016호선과 중복                                     |
| (구미)                            | 망림1길 무선3길                                  | 고성군                                                 | 상리면                                                                   | 지방도 제1016호선과 중복                                     |
| 상동교                            |                                                  | 고성군                                                 | 상리면                                                                   | 지방도 제1016호선과 중복                                     |
| (망림)                            | 망봉로 무선5길                                   | 고성군                                                 | 상리면                                                                   | 지방도 제1016호선과 중복                                     |
| (가동)                            | 오산1길                                          | 고성군                                                 | 상리면                                                                   | 지방도 제1016호선과 중복                                     |
| (중촌)                            | 오산2길                                          | 고성군                                                 | 상리면                                                                   | 지방도 제1016호선과 중복                                     |
| 척정 교차로 (척정교)              | 지방도 제1016호선 (삼상로)                       | 고성군                                                 | 상리면                                                                   | 지방도 제1016호선과 중복                                     |
| 상리 교차로                       | 오산3길 척번정7길                                | 고성군                                                 | 상리면                                                                   |                                                              |
| 오산교                            |                                                  | 고성군                                                 | 상리면                                                                   |                                                              |
| (터골)                            | 오산4길                                          | 고성군                                                 | 상리면                                                                   |                                                              |
| (비곡)                            | 고봉1길                                          | 고성군                                                 | 상리면                                                                   |                                                              |
| 고봉 교차로                       | 고봉로 신촌2길                                   | 고성군                                                 | 상리면                                                                   |                                                              |
| 고봉교                            |                                                  | 고성군                                                 | 상리면                                                                   |                                                              |
|                                   | 사천시                                           | 정동면                                                 |                                                                          |                                                              |
| 소곡교                            | 사천시                                           | 정동면                                                 | 객방길                                                                   |                                                              |
| 소곡삼거리                        | 사천시                                           | 정동면                                                 | 소곡길                                                                   |                                                              |
| 이동삼거리                        | 사천시                                           | 정동면                                                 | 쇠실길                                                                   |                                                              |
| 학촌 교차로                       | 사천시                                           | 정동면                                                 | 학촌길                                                                   |                                                              |
| (만마)                            | 사천시                                           | 정동면                                                 | 만마2길                                                                  |                                                              |
| 감곡교                            | 사천시                                           | 정동면                                                 |                                                                          |                                                              |
| (감곡입구)                        | 사천시                                           | 정동면                                                 | 감곡길                                                                   |                                                              |
| (대산)                            | 사천시                                           | 정동면                                                 | 대산1길                                                                  |                                                              |
| 건점 교차로                       | 사천시                                           | 정동면                                                 | 건점1길                                                                  |                                                              |
| 정동 교차로                       | 사천시                                           | 정동면                                                 | 노천길                                                                   | 상행 진입 불가 하행 진출 불가                                |
| 대곡 교차로                       | 사천시                                           | 정동면                                                 |                                                                          |                                                              |
| 신기 교차로                       | 사천시                                           | 정동면                                                 | 수청길 장삼길                                                            |                                                              |
| 풍정삼거리                        | 사천시                                           | 정동면                                                 | 옥산로                                                                   | 풍정교 구간                                                  |
| 풍정사거리                        | 사천시                                           | 정동면                                                 | 옥산로 풍정길                                                            | 풍정교 구간                                                  |
| 풍정 교차로                       | 사천시                                           | 정동면                                                 | 옥산로                                                                   | 상행 진입 불가 하행 진출 불가                                |
| 여옥교                            | 사천시                                           | 정동면                                                 |                                                                          |                                                              |
| 화암터널                          | 사천시                                           | 정동면                                                 |                                                                          | 연장 505m                                                    |
| 화암교                            | 사천시                                           | 정동면                                                 |                                                                          |                                                              |
| 방곡 교차로 (가리교) (방곡교)     | 사천시                                           | 국가지원지방도 제30호선 지방도 제1002호선 (구암두문로) | 사천읍                                                                   |                                                              |
| 구암 교차로 (배춘교)              | 사천시                                           | 지방도 제1002호선 (두량로)                             | 사천읍                                                                   | 상행 진출 불가 하행 진입 불가                                |
| 배춘삼거리                        | 사천시                                           | 국도 제3호선 (사천대로)                                | 사천읍                                                                   | 국도 제3호선과 중복                                          |
| 수석교                            | 사천시                                           |                                                        | 사천읍                                                                   | 국도 제3호선과 중복                                          |
|                                   | 사천시                                           | 축동면                                                 |                                                                          | 국도 제3호선과 중복                                          |
| (이름 없음)                       | 사천시                                           | 지방도 제1002호선 (서삼로)                             | 국도 제3호선과 중복 상행 배춘삼거리 통해 진출 하행 운계 교차로 통해 진출 |                                                              |
| 운계 교차로                       | 사천시                                           | 지방도 제1002호선 (운계길)                             | 국도 제3호선과 중복 지방도 제1002호선과 중복                             |                                                              |
| 사천IC사거리                      | 사천시                                           | 지방도 제1002호선 (서삼로) 길평길                      | 국도 제3호선과 중복 지방도 제1002호선과 중복                             |                                                              |
| 사천IC 교차로                     | 사천시                                           | 10호선 남해고속도로                                    | 국도 제3호선과 중복                                                      |                                                              |
| 예하 교차로                       | 강주길                                           | 진주시                                                 | 국도 제3호선과 중복                                                      | 정촌면                                                       |
| 예하1육교                         | 대축길                                           | 진주시                                                 | 국도 제3호선과 중복                                                      | 정촌면                                                       |
| (이름 없음)                       | 정촌로                                           | 진주시                                                 | 국도 제3호선과 중복                                                      | 정촌면                                                       |
| 화개 교차로                       | 국도 제2호선 (정촌우회로) 진주대로               | 진주시                                                 | 국도 제2, 3호선과 중복                                                   | 정촌면                                                       |
| 내동 교차로                       | 국도 제2호선 (경서대로)                          | 진주시                                                 | 국도 제2, 3호선과 중복                                                   | 내동면                                                       |
| (남강대교 남단)                   | 망경로                                           | 진주시                                                 | 남강대교 고가 국도 제3호선과 중복                                        | 내동면                                                       |
| 남강대교 (희망교)                 |                                                  | 진주시                                                 | 남강대교 고가 국도 제3호선과 중복                                        | 내동면                                                       |
|                                   | 평거동                                           | 진주시                                                 | 남강대교 고가 국도 제3호선과 중복                                        |                                                              |
| 희망교 교차로                     | 남강로                                           | 진주시                                                 | 남강대교 고가 국도 제3호선과 중복                                        |                                                              |
| (이름 없음)                       | 평거로 새평거로                                  | 진주시                                                 | 국도 제3호선과 중복                                                      |                                                              |
| 10호광장 교차로                   | 진양호로                                         | 진주시                                                 | 국도 제3호선과 중복                                                      |                                                              |
| 대사 교차로                       | 서장대로 순환로676번길                           | 진주시                                                 | 국도 제3호선과 중복                                                      | 이현동                                                       |
| 나불천교                          |                                                  | 진주시                                                 | 국도 제3호선과 중복                                                      | 이현동                                                       |
| 명석 교차로                       | 국도 제3호선 (진주대로)                          | 진주시                                                 | 국도 제3호선과 중복                                                      | 이현동                                                       |
| 각한교                            |                                                  | 진주시                                                 |                                                                          | 이현동                                                       |
|                                   | 집현면                                           | 진주시                                                 |                                                                          |                                                              |
| 각한터널                          |                                                  | 진주시                                                 | 상행 연장 약 348m 하행 연장 약 313m                                      |                                                              |
| 사촌1교                           |                                                  | 진주시                                                 |                                                                          |                                                              |
| 사촌터널                          |                                                  | 진주시                                                 | 상행 연장 약 223m 하행 연장 약 248m                                      |                                                              |
| 사촌2교                           |                                                  | 진주시                                                 |                                                                          |                                                              |
| 사촌 교차로                       | 한치골길                                         | 진주시                                                 |                                                                          |                                                              |
| 관동교 기동교                     |                                                  | 진주시                                                 |                                                                          |                                                              |
| 봉강터널                          |                                                  | 진주시                                                 | 연장 246m                                                                |                                                              |
| 봉강1교                           |                                                  | 진주시                                                 |                                                                          |                                                              |
| 집현 교차로                       | 대신로                                           | 진주시                                                 |                                                                          |                                                              |
| 동강교                            |                                                  | 진주시                                                 |                                                                          |                                                              |
| 냉정 교차로                       | 냉정길279번길                                    | 진주시                                                 |                                                                          |                                                              |
| 집현터널                          |                                                  | 진주시                                                 | 연장 130m                                                                |                                                              |
| 대암 교차로                       | 지방도 제1007호선 (진산로)                       | 진주시                                                 | 지방도 제1007호선과 중복                                                 |                                                              |
| 내동 교차로                       | 진산로 진산로1372번길                            | 진주시                                                 | 지방도 제1007호선과 중복                                                 |                                                              |
| 철수 교차로                       | 진산로 진산로1497번길                            | 진주시                                                 | 지방도 제1007호선과 중복                                                 |                                                              |
| 내리곡 교차로                     | 진산로                                           | 진주시                                                 | 지방도 제1007호선과 중복                                                 |                                                              |
| 내리곡 교차로                     | 진산로                                           | 진주시                                                 | 지방도 제1007호선과 중복                                                 | 미천면                                                       |
| 안간 교차로                       | 지방도 제1007호선 (안간길)                       | 진주시                                                 | 지방도 제1007호선과 중복                                                 |                                                              |
| 정촌2교                           |                                                  | 진주시                                                 |                                                                          |                                                              |
| 정촌터널                          |                                                  | 진주시                                                 | 연장 40m                                                                 |                                                              |
| 신효자교                          |                                                  | 진주시                                                 |                                                                          |                                                              |
| 방화1교                           |                                                  | 산청군                                                 | 생비량면                                                                 |                                                              |
| 방화 교차로 (방화2교)             | 진산로 태봉로 진산로2106번길                     | 산청군                                                 | 생비량면                                                                 |                                                              |
| 방화3교 사대1교                   |                                                  | 산청군                                                 | 생비량면                                                                 |                                                              |
| 사대 교차로 (사대2교)             | 진산로                                           | 산청군                                                 | 생비량면                                                                 | 상행 진입 불가 하행 진출 불가                                |
| 사대3교 사대4교                   |                                                  | 산청군                                                 | 생비량면                                                                 |                                                              |
| 생비량 교차로                     | 국도 제20호선 (지리산대로) 지리산대로4763번길    | 산청군                                                 | 생비량면                                                                 | 국도 제20호선과 중복                                         |
| 송계교                            |                                                  | 산청군                                                 | 생비량면                                                                 | 국도 제20호선과 중복                                         |
| 대의1교                           |                                                  | 의령군                                                 | 대의면                                                                   | 국도 제20호선과 중복                                         |
| 추산교                            | 망용로 망용로1길                                 | 의령군                                                 | 대의면                                                                   | 국도 제20호선과 중복                                         |
| 대의 교차로                       | 국도 제20호선 (의령대로) 대의로                  | 의령군                                                 | 대의면                                                                   | 국도 제20호선과 중복                                         |
| 어전터널                          |                                                  | 합천군                                                 | 삼가면                                                                   | 연장 30m                                                     |
| 신평 교차로                       | 모의로                                           | 합천군                                                 | 삼가면                                                                   |                                                              |
| 신전천1교 신전천2교               |                                                  | 합천군                                                 | 삼가면                                                                   |                                                              |
| 용흥 교차로                       | 용흥길                                           | 합천군                                                 | 삼가면                                                                   | 상행 진입 불가 하행 진출 불가                                |
| 신전천3교                         |                                                  | 합천군                                                 | 삼가면                                                                   |                                                              |
| 삼가1터널                         |                                                  | 합천군                                                 | 삼가면                                                                   | 상행 연장 690m 하행 연장 643m                                |
| 삼가 교차로                       | 봉두길                                           | 합천군                                                 | 삼가면                                                                   |                                                              |
| 삼가2터널                         |                                                  | 합천군                                                 | 삼가면                                                                   | 상행 연장 431m 하행 연장 444m                                |
| 외초천교                          |                                                  | 합천군                                                 | 삼가면                                                                   |                                                              |
| 양전 교차로                       | 국가지원지방도 제60호선 (삼가로)                 | 합천군                                                 | 삼가면                                                                   | 국가지원지방도 제60호선과 중복 상행 진출 불가 하행 진입 불가 |
| 평구리                            | 국가지원지방도 제60호선 (쌍백중앙로)             | 합천군                                                 | 쌍백면                                                                   | 국가지원지방도 제60호선과 중복 상행 진입 불가 하행 진출 불가 |
| 쌍백교                            |                                                  | 합천군                                                 | 쌍백면                                                                   |                                                              |
| 쌍백터널                          |                                                  | 합천군                                                 | 쌍백면                                                                   | 연장 186m                                                    |
| 양천교                            |                                                  | 합천군                                                 | 쌍백면                                                                   |                                                              |
| 운곡 교차로                       | 쌍백중앙로                                       | 합천군                                                 | 쌍백면                                                                   | 상행 진출 불가 하행 진입 불가                                |
| 하신리                            | 쌍백중앙로                                       | 합천군                                                 | 쌍백면                                                                   | 상행 진입 불가 하행 진출 불가                                |
| 진보교 원전교 장전교              |                                                  | 합천군                                                 | 쌍백면                                                                   |                                                              |
| 멱곡 교차로                       | 쌍백중앙로 장전2길                               | 합천군                                                 | 쌍백면                                                                   |                                                              |
| 아등 교차로                       | 쌍백중앙로                                       | 합천군                                                 | 쌍백면                                                                   | 상행 진출 불가 하행 진입 불가                                |
| 함지 교차로                       | 대야로 도리길 함지길                             | 합천군                                                 | 대양면                                                                   | 상행 진입 불가 하행 진출 불가                                |
| 함지1교 함지2교 양산1교 양산2교   |                                                  | 합천군                                                 | 대양면                                                                   |                                                              |
| 배미동 교차로 합천 나들목         | 14호선 함양울산고속도로 대야로                   | 합천군                                                 | 대양면                                                                   | 나들목 미개통                                                |
| 관동교 대양교 덕정교              |                                                  | 합천군                                                 | 대양면                                                                   |                                                              |
| 대양 교차로                       | 대야로 사곡길                                    | 합천군                                                 | 대양면                                                                   | 상행 진출 불가 하행 진입 불가                                |
| 하니 교차로                       | 하니길                                           | 합천군                                                 | 대양면                                                                   |                                                              |
| 정양 교차로                       |                                                  | 합천군                                                 | 대양면                                                                   |                                                              |
| (생태통로)                        |                                                  | 합천군                                                 | 대양면                                                                   | 연장 약 30m                                                  |
| 합천 교차로                       | 동부로                                           | 합천군                                                 | 대양면                                                                   |                                                              |
| 합천대교                          |                                                  | 합천군                                                 | 대양면                                                                   |                                                              |
|                                   | 합천읍                                           | 합천군                                                 |                                                                          |                                                              |
| 교동 교차로                       | 국도 제24호선 (금양 ~ 대양간 도로) 강변로 옥산로 | 합천군                                                 | 국도 제24호선과 중복                                                     |                                                              |
| 신소양교 소양육교                 |                                                  | 합천군                                                 | 국도 제24호선과 중복                                                     |                                                              |
| 금양 교차로                       | 국도 제24호선 지방도 제1034호선 (대야로)         | 합천군                                                 | 국도 제24호선과 중복 지방도 제1034호선과 중복                            |                                                              |
| 금양교                            |                                                  | 합천군                                                 | 지방도 제1034호선과 중복                                                 |                                                              |
| 율진 교차로                       | 지방도 제1034호선 (제내로) 대야로                | 합천군                                                 | 지방도 제1034호선과 중복                                                 | 율곡면                                                       |
| 율진육교 율곡교 학산육교 와리육교 |                                                  | 합천군                                                 |                                                                          | 율곡면                                                       |
| 노양 교차로                       | 지방도 제1084호선 (노양길) 대야로                | 합천군                                                 |                                                                          | 율곡면                                                       |
| 원촌육교                          |                                                  | 합천군                                                 |                                                                          | 율곡면                                                       |
| 지릿재터널                        |                                                  | 합천군                                                 | 상행 연장 600m 하행 연장 618m                                            | 율곡면                                                       |

기존 구간 (2015년 이전 노선)
- 의령군 대의 교차로 - 마쌍리
- 합천군 어전리 - 교동삼거리 - 삼가교 - 삼가삼거리 - 가미교 - 삼가고등학교 - 신기교 - 양전 교차로

기존 구간 (2016년 이전 노선)
- 진주시 화개 교차로 - 개양육교 - 가좌삼거리 - 경상대학교삼거리 - 개양오거리 - 연암공업대학 - MBC경남 진주본부 - 망성 교차로 - 한국방송통신대학교 경남지역대학 - 구 진주역사거리 - 진주고속버스터미널 - 진양교 교차로 - 진양교 - 법원사거리 - 구 법원 - 시청사거리 - 진주시청 - 공단광장 교차로 - 남강전화국 교차로 - 홈플러스 진주점 - 도동초등학교사거리 - 도동초등학교 - 선학사거리 - 말티사거리 - 진주동명중학교, 진주동명고등학교 - 농업기술원사거리 - 경상남도농업기술원 - 농업기술원삼거리 - 명신고등학교 - 부흥1교 - 부흥 교차로 - 월평교 - 장흥1교 - 장흥 교차로 - 집현 교차로

### 경상북도

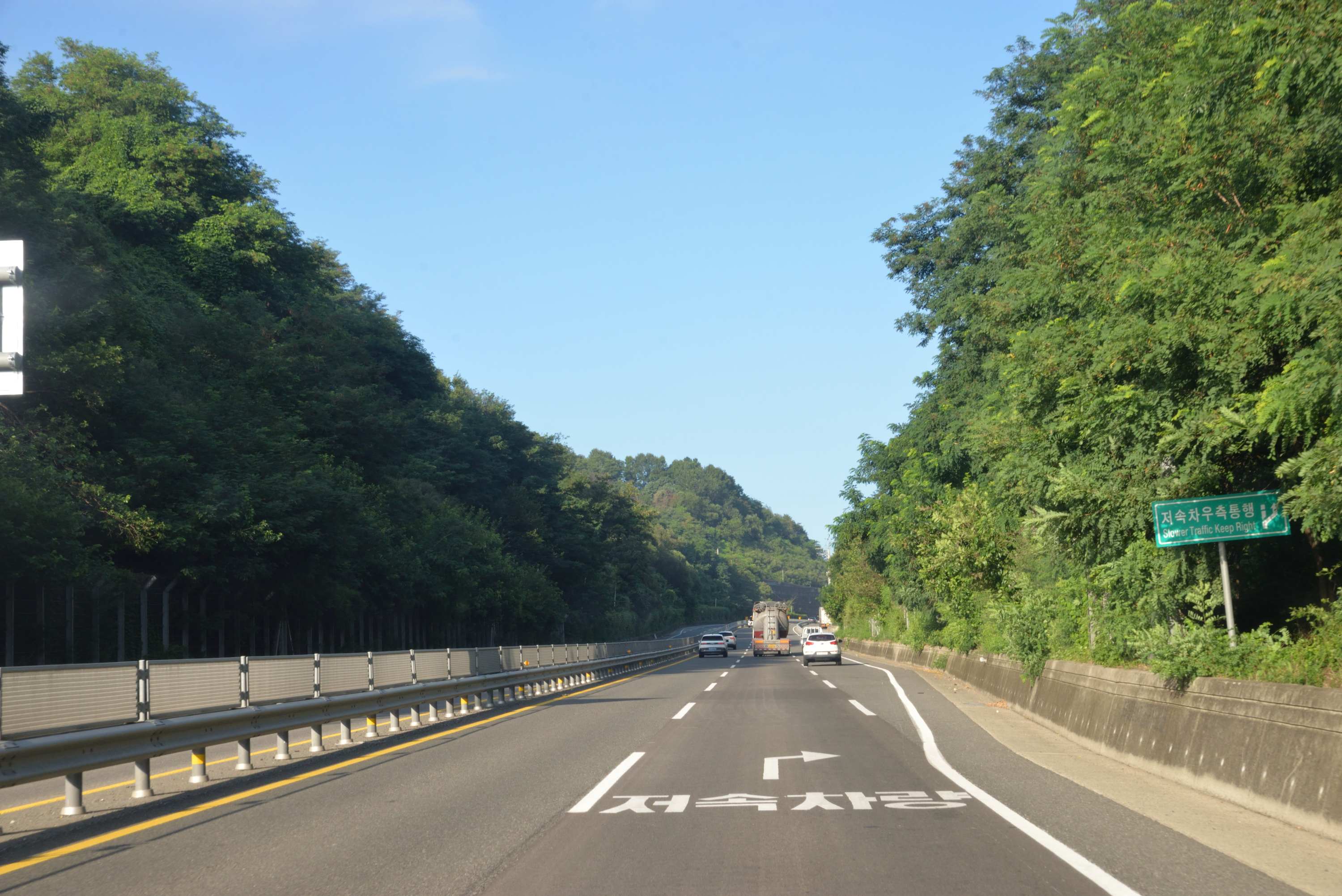
국도 제33호선 다람쥐재 구간 오르막차로 시작, 칠곡군 기산면 영리

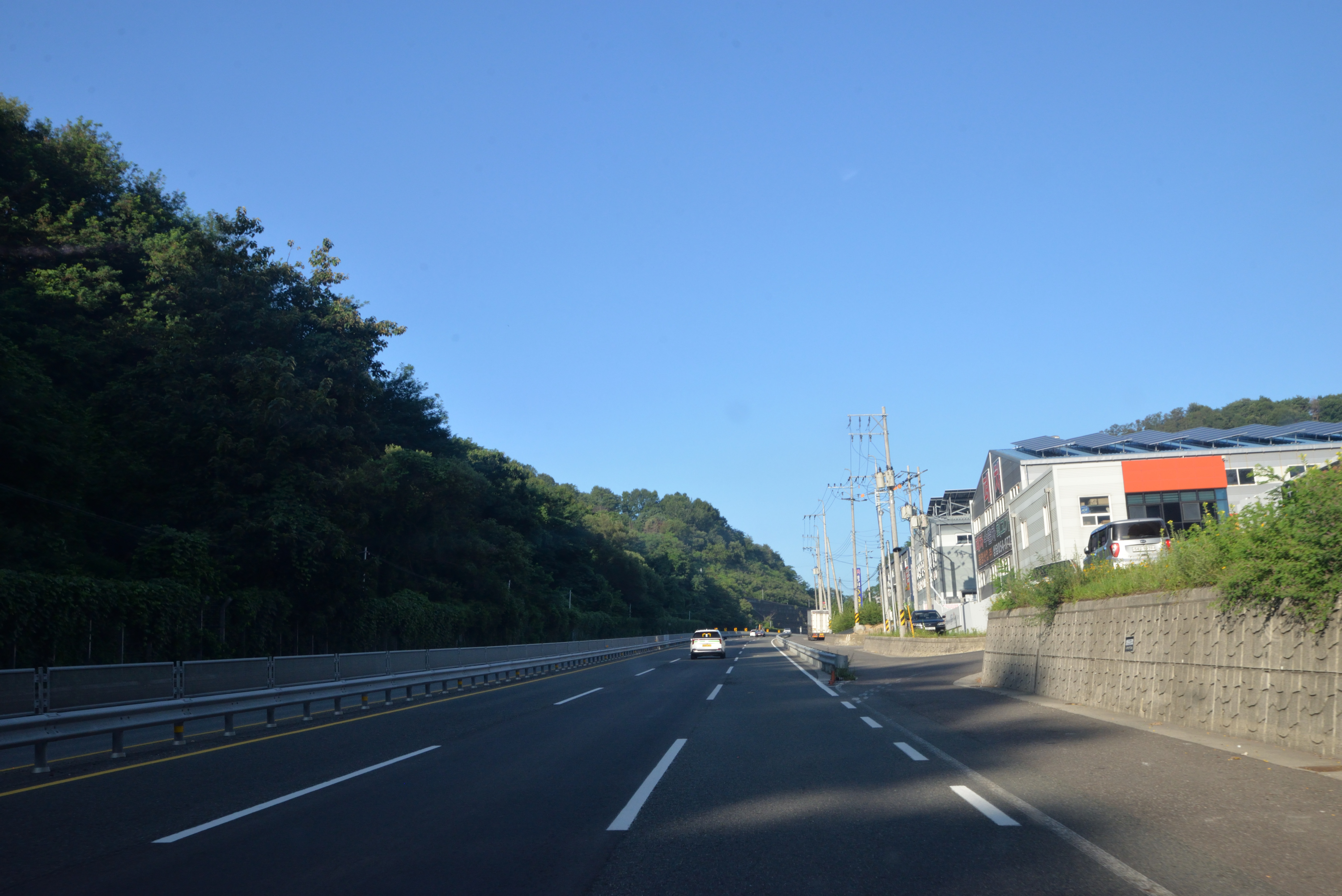
국도 제33호선 다람쥐재 구간 오르막차로, 칠곡군 기산면 영리

| 이름                                 | 접속 노선                                                        | 소재지 | 소재지                                                  | 비고                                               |
| ------------------------------------ | ---------------------------------------------------------------- | ------ | ------------------------------------------------------- | -------------------------------------------------- |
| 지릿재터널                           |                                                                  | 고령군 | 쌍림면                                                  | 연장 618m                                          |
| 합가 교차로                          | 대가야로 가곡길                                                  | 고령군 | 쌍림면                                                  |                                                    |
| 도방육교                             |                                                                  | 고령군 | 쌍림면                                                  |                                                    |
| 매촌 교차로                          | 국도 제26호선 (대가야로)                                         | 고령군 | 쌍림면                                                  | 국도 제26호선과 중복                               |
| 신곡교 선암교                        |                                                                  | 고령군 | 쌍림면                                                  | 국도 제26호선과 중복                               |
| 신곡 교차로                          | 신곡교길                                                         | 고령군 | 쌍림면                                                  | 국도 제26호선과 중복                               |
| 방아실 교차로                        | 대가야로                                                         | 고령군 | 쌍림면                                                  | 국도 제26호선과 중복                               |
| 고곡교                               |                                                                  | 고령군 | 쌍림면                                                  | 국도 제26호선과 중복                               |
| 안림 교차로                          | 지방도 제907호선 (쌍쌍로) 대가야로                               | 고령군 | 쌍림면                                                  | 국도 제26호선과 중복                               |
| 안림1교                              |                                                                  | 고령군 | 쌍림면                                                  | 국도 제26호선과 중복                               |
|                                      | 대가야읍                                                         | 고령군 |                                                         | 국도 제26호선과 중복                               |
| 안림2교 안림천교                     |                                                                  | 고령군 |                                                         | 국도 제26호선과 중복                               |
| 골안 교차로                          | 신남로                                                           | 고령군 | 국도 제26호선과 중복 상행 진출 불가 하행 진입 불가      |                                                    |
| 골안교 골안3교                       |                                                                  | 고령군 | 국도 제26호선과 중복                                    |                                                    |
| 헌문 교차로                          | 국가지원지방도 제79호선 (성산로) 중앙로                          | 고령군 | 국도 제26호선과 중복 국가지원지방도 제79호선과 중복     |                                                    |
| 고령 교차로                          | 국도 제26호선 국가지원지방도 제67호선 (동고령로)                 | 고령군 | 국도 제26호선과 중복 국가지원지방도 제67, 79호선과 중복 |                                                    |
| 내곡천교                             |                                                                  | 고령군 | 국가지원지방도 제67, 79호선과 중복                      |                                                    |
| 본관 교차로                          | 대가야로                                                         | 고령군 | 국가지원지방도 제67, 79호선과 중복                      |                                                    |
| 본관교                               |                                                                  | 고령군 | 국가지원지방도 제67, 79호선과 중복                      |                                                    |
| 옥산교                               | 대가야로                                                         | 고령군 | 국가지원지방도 제67, 79호선과 중복                      | 운수면                                             |
| 월산 교차로                          | 국가지원지방도 제67호선 국가지원지방도 제79호선 (운용로)         | 고령군 | 국가지원지방도 제67, 79호선과 중복                      | 운수면                                             |
| 화암교 흑수교                        |                                                                  | 고령군 |                                                         | 운수면                                             |
| 화암사거리                           | 남작로                                                           | 고령군 |                                                         | 운수면                                             |
| 법산 교차로                          | 참별로 남은길                                                    | 성주군 | 수륜면                                                  | 상행 진입 불가 하행 진출 불가                      |
| 계정터널                             |                                                                  | 성주군 | 수륜면                                                  | 상행 연장 505m 하행 연장 500m                      |
| 계정1교                              |                                                                  | 성주군 | 수륜면                                                  |                                                    |
| 계정삼거리                           | 참별로                                                           | 성주군 | 수륜면                                                  |                                                    |
| 계정2교                              |                                                                  | 성주군 | 수륜면                                                  |                                                    |
| 조평 교차로                          | 참별로 오천길                                                    | 성주군 | 수륜면                                                  |                                                    |
| 오천 교차로                          | 참별로                                                           | 성주군 | 수륜면                                                  | 상행 진입 불가 하행 진출 불가                      |
| 수륜2터널                            |                                                                  | 성주군 | 수륜면                                                  | 연장 290m                                          |
| 성동 교차로                          | 참별로 성리2길                                                   | 성주군 | 수륜면                                                  |                                                    |
| 수륜 교차로                          | 국도 제59호선 (성주가야산로)                                     | 성주군 | 수륜면                                                  | 국도 제59호선과 중복                               |
| 수륜교                               |                                                                  | 성주군 | 수륜면                                                  | 국도 제59호선과 중복                               |
| 적송 교차로                          | 봉양로 참별로 적송3길 적송4길                                    | 성주군 | 수륜면                                                  | 국도 제59호선과 중복 상행 진출 불가 하행 진입 불가 |
| 신정교                               | 참별로                                                           | 성주군 | 수륜면                                                  | 상행 진출만 가능                                   |
| 신정 교차로                          | 지방도 제913호선 (동강한강로) 참별로                             | 성주군 | 수륜면                                                  | 국도 제59호선과 중복                               |
| 수성 교차로                          | 참별로 수성1길                                                   | 성주군 | 수륜면                                                  | 국도 제59호선과 중복                               |
| 수성2 교차로                         | 국도 제59호선 (참별로) 수성3길                                   | 성주군 | 수륜면                                                  | 국도 제59호선과 중복                               |
| 대성교                               |                                                                  | 성주군 | 수륜면                                                  |                                                    |
|                                      | 대가면                                                           | 성주군 |                                                         |                                                    |
| 굴목 교차로                          | 참별로 대천1길                                                   | 성주군 | 상행 진출 불가 하행 진입 불가                           |                                                    |
| 대천교                               |                                                                  | 성주군 |                                                         |                                                    |
| 대천 교차로                          | 대금로                                                           | 성주군 |                                                         |                                                    |
| 행화 교차로                          | 옥화1길 옥화2길                                                  | 성주군 |                                                         |                                                    |
| 옥화 교차로                          | 참별로 옥화4길                                                   | 성주군 |                                                         |                                                    |
| 금산 교차로                          | 참별로 대가금산길                                                | 성주군 |                                                         |                                                    |
| 금산생태통로                         |                                                                  | 성주군 | 연장 약 80m                                             |                                                    |
| 옥련교                               |                                                                  | 성주군 |                                                         |                                                    |
| 대가 교차로                          | 지방도 제913호선 (동강한강로)                                    | 성주군 |                                                         |                                                    |
| 군장교                               |                                                                  | 성주군 |                                                         |                                                    |
| 옥성 교차로                          | 참별로 옥성3길 옥성4길                                           | 성주군 | 상행 진출 불가 하행 진입 불가                           |                                                    |
| 성주 나들목                          | 45호선 중부내륙고속도로                                          | 성주군 |                                                         |                                                    |
| 대흥 교차로                          | 참별로 대황길 대흥길                                             | 성주군 | 성주읍                                                  |                                                    |
| 대황 교차로                          | 국도 제30호선 (심산로)                                           | 성주군 | 성주읍                                                  | 국도 제30호선과 중복                               |
| 경산 교차로                          | 지방도 제905호선 (상성로)                                        | 성주군 | 성주읍                                                  | 국도 제30호선과 중복                               |
| 성주 교차로                          | 국도 제30호선 (성주로) 성산9길                                   | 성주군 | 성주읍                                                  | 국도 제30호선과 중복                               |
| 성주지하차도                         |                                                                  | 성주군 | 성주읍                                                  | 연장 약 390m                                       |
| 이천교                               |                                                                  | 성주군 | 성주읍                                                  |                                                    |
| 갈막 교차로                          | 주산로                                                           | 성주군 | 성주읍                                                  | 하행 진출만 가능                                   |
| 학산교                               |                                                                  | 성주군 | 성주읍                                                  |                                                    |
| 학산1교                              |                                                                  | 성주군 | 성주읍                                                  |                                                    |
|                                      | 월항면                                                           | 성주군 |                                                         |                                                    |
| 안포 교차로                          | 선월로 주산로                                                    | 성주군 |                                                         |                                                    |
| 안포교 중포2교 중포3교 월암교 유월교 |                                                                  | 성주군 |                                                         |                                                    |
| 유월 교차로                          | 유월공단길                                                       | 성주군 | 상행 진출 불가 하행 진입 불가                           |                                                    |
| 행정 교차로                          | 주산로 행정1길                                                   | 칠곡군 | 기산면                                                  |                                                    |
| 행정1육교                            |                                                                  | 칠곡군 | 기산면                                                  |                                                    |
| 영리 교차로                          | 선노로 주산로                                                    | 칠곡군 | 기산면                                                  |                                                    |
| 죽전 교차로                          | 국도 제4호선 (칠곡대로)                                          | 칠곡군 | 기산면                                                  | 국도 제4호선과 중복                                |
| 칠곡소방서                           | 주산로                                                           | 칠곡군 | 기산면                                                  | 국도 제4호선과 중복                                |
| 관호 교차로 (관호지하차도)           | 중앙로 관호8길 관호10길                                          | 칠곡군 | 약목면                                                  | 국도 제4호선과 중복                                |
| 칠곡경찰서                           | 관호6길                                                          | 칠곡군 | 약목면                                                  | 국도 제4호선과 중복                                |
| 장평교                               | 관호5길                                                          | 칠곡군 | 약목면                                                  | 국도 제4호선과 중복                                |
| 관호 교차로 (관호대교)               | 국도 제4호선 (칠곡대로)                                          | 칠곡군 | 약목면                                                  | 국도 제4호선과 중복                                |
| 경호천교                             |                                                                  | 칠곡군 | 약목면                                                  |                                                    |
| 덕산 교차로                          | 강변서로 동덕로                                                  | 칠곡군 | 북삼읍                                                  |                                                    |
| 덕포대교                             |                                                                  | 칠곡군 | 북삼읍                                                  |                                                    |
|                                      | 석적읍                                                           | 칠곡군 |                                                         |                                                    |
| 포남 교차로                          | 포망로                                                           | 칠곡군 |                                                         |                                                    |
| 석적2교                              |                                                                  | 칠곡군 |                                                         |                                                    |
| 석적2터널                            |                                                                  | 칠곡군 | 상행 연장 2,434m 하행 연장 2,407m                       |                                                    |
| 석적1교                              |                                                                  | 칠곡군 |                                                         |                                                    |
| 석적1터널                            |                                                                  | 칠곡군 | 상행 연장 1,435m 하행 연장 1,437m                       |                                                    |
| 석적1터널                            |                                                                  | 구미시 | 상행 연장 1,435m 하행 연장 1,437m                       | 인동동                                             |
| 백곡교                               |                                                                  | 구미시 |                                                         | 인동동                                             |
| 백곡터널                             |                                                                  | 구미시 | 연장 약 100m                                            | 인동동                                             |
| 구평 교차로                          | 지방도 제514호선 (인동가산로)                                    | 구미시 |                                                         | 인동동                                             |
| 낙수교                               |                                                                  | 구미시 |                                                         | 인동동                                             |
| 인동터널                             |                                                                  | 구미시 | 상행 연장 1,175m 하행 연장 1,090m                       | 인동동                                             |
| 검성 교차로 (검성교)                 | 검성로                                                           | 구미시 |                                                         | 인동동                                             |
| 구포터널                             |                                                                  | 구미시 | 상행 연장 1,960m 하행 연장 1,930m                       | 인동동                                             |
| 구포터널                             | 양포동                                                           | 구미시 | 상행 연장 1,960m 하행 연장 1,930m                       |                                                    |
| 구포교                               |                                                                  | 구미시 |                                                         |                                                    |
| 한천1교                              |                                                                  | 구미시 |                                                         |                                                    |
|                                      |                                                                  | 구미시 |                                                         |                                                    |
| 거의 교차로 (한천2교)                | 산호대로                                                         | 구미시 |                                                         |                                                    |
| 거의졸음쉼터                         |                                                                  | 구미시 | 하행 전용                                               |                                                    |
| 한천3교                              |                                                                  | 구미시 |                                                         |                                                    |
| 양호지하차도                         |                                                                  | 구미시 |                                                         |                                                    |
| 양호대교                             |                                                                  | 구미시 |                                                         |                                                    |
|                                      | 고아읍                                                           | 구미시 |                                                         |                                                    |
| 괴평 교차로                          | 원지평로                                                         | 구미시 |                                                         |                                                    |
| 송림 교차로                          | 송평로                                                           | 구미시 |                                                         |                                                    |
| 봉한천교                             |                                                                  | 구미시 |                                                         |                                                    |
| 항곡 교차로                          | 지방도 제927호선 (숭선로)                                        | 구미시 |                                                         |                                                    |
| 예강 교차로                          |                                                                  | 구미시 | 미개통 상행 진입 불가 하행 진출 불가                    |                                                    |
| 아성교                               |                                                                  | 구미시 |                                                         |                                                    |
|                                      | 선산읍                                                           | 구미시 |                                                         |                                                    |
| 원리졸음쉼터                         |                                                                  | 구미시 | 상행 전용                                               |                                                    |
| 감천교                               |                                                                  | 구미시 |                                                         |                                                    |
| 원리 교차로                          | 유학길                                                           | 구미시 |                                                         |                                                    |
| 단계천교                             |                                                                  | 구미시 |                                                         |                                                    |
| 1호광장 교차로                       | 국도 제59호선 국가지원지방도 제68호선 (선상서로) 선산대로 남문로 | 구미시 | 국도 제59호선과 중복 국가지원지방도 제68호선과 중복     |                                                    |
| 동부교                               | 조남로 단계동길                                                  | 구미시 | 국도 제59호선과 중복 국가지원지방도 제68호선과 중복     |                                                    |
| 선산터미널                           |                                                                  | 구미시 | 국도 제59호선과 중복 국가지원지방도 제68호선과 중복     |                                                    |
| 시내 교차로                          | 선산중앙로 동화3길                                               | 구미시 | 국도 제59호선과 중복 국가지원지방도 제68호선과 중복     |                                                    |
| (신)교리삼거리                       | 국도 제59호선 (선상동로)                                         | 구미시 | 국도 제59호선과 중복 국가지원지방도 제68호선과 중복     |                                                    |
| 생곡 교차로                          | 유학길                                                           | 구미시 | 국가지원지방도 제68호선과 중복                          |                                                    |
| 생곡교                               |                                                                  | 구미시 | 국가지원지방도 제68호선과 중복                          |                                                    |
| 선산대교                             |                                                                  | 구미시 | 국가지원지방도 제68호선과 중복                          |                                                    |
|                                      | 도개면                                                           | 구미시 | 국가지원지방도 제68호선과 중복                          |                                                    |
| 도개 교차로                          | 국도 제25호선 (낙동대로) 국가지원지방도 제68호선 (선산대로)      | 구미시 | 종점 국가지원지방도 제68호선과 중복                     |                                                    |
| 국가지원지방도 제68호선과 직결       |                                                                  |        |                                                         |                                                    |

## 도로명
경상남도
- 고성군 고성읍 신월 나들목 ~ 사천시 사천읍 배춘삼거리 : 상정대로
- 사천시 사천읍 배춘삼거리 ~ 축동면 사천 나들목 : 사천대로
- 사천시 축동면 사천 나들목 ~ 진주시 정촌면 화개 교차로 : 진주대로
- 진주시 정촌면 화개 교차로 ~ 집현면 집현 교차로 : 순환로
- 진주시 집현면 집현 교차로 ~ 산청군 생비량면 생비량 교차로 : 대신로
- 산청군 생비량면 생비량 교차로 ~ 율곡면 자릿재터널 : 합천대로

경상북도
- 고령군 쌍림면 자릿재터널 ~ 칠곡군 기산면 죽전 교차로 : 가야로
- 칠곡군 기산면 죽전 교차로 ~ 약목면 관호 교차로 : 칠곡대로
- 칠곡군 북삼읍 덕산 교차로 ~ 구미시 선산읍 1호광장교차로 : 약목선산로
- 구미시 지산동 원지교 북단 ~ 도개면 도개 교차로 : 선산대로

## 자동차 전용도로 구간
아래 구간은 국토교통부에서 지정한 자동차 전용도로 구간이므로 보행자, 자전거 등은 통행할 수 없다. 이륜자동차 (모터사이클 혹은 오토바이)는 긴급자동차 (싸이카 및 소방용 모터사이클 등)에 한해 통행이 가능하며, 그 밖의 이륜자동차와 경운기, 우마차, 트랙터, 손수레는 통행할 수 없다.
| 도로명                                       | 시점                                       | 종점                                       | 총연장 (km) | 차로수 | 지정일          |
| -------------------------------------------- | ------------------------------------------ | ------------------------------------------ | ----------- | ------ | --------------- |
| 순환로                                       | 경상남도 진주시 평거동(10호광장 교차로)    | 경상남도 진주시 집현면 봉강리(집현 교차로) | 9.64        | 4      | 2005년 11월 9일 |
| 구미시 국도대체우회도로 (구포 ~ 덕산간 도로) | 경상북도 칠곡군 약목면 덕산리(덕산 교차로) | 경상북도 구미시 거의동(거의 교차로)        | 14.18       | 4      | 2016년 8월 9일  |
| 구미시 국도대체우회도로 (구포 ~ 생곡간 도로) | 경상북도 구미시 거의동(구포 교차로)        | 경상북도 구미시 고아읍 송림리(송림 교차로) | 8.57        | 4      | 2016년 8월 9일  |
| 구미시 국도대체우회도로 (구포 ~ 생곡간 도로) | 경상북도 구미시 고아읍 송림리(송림 교차로) | 경상북도 구미시 선산읍 완전리(연봉 교차로) | 11.2        | 4      | 2016년 8월 9일  |